# Maibritt Kviesgård
Maibritt Kviesgård (ur. 15 maja 1986 roku) – duńska piłkarka ręczna, reprezentantka kraju. Gra na pozycji prawoskrzydłowej. Obecnie występuje w duńskim FC Midtjylland Håndbold.

## Nagrody indywidualne
- 2010: najlepsza prawoskrzydłowa mistrzostw Europy (Dania i Norwegia)